# Вила-Нова-ду-Сейра
Вила-Нова-ду-Сейра (порт. Vila Nova do Ceira)  —  населённый пункт и район в Португалии,  входит в округ Коимбра. Является составной частью муниципалитета  Гойш. Находится в составе крупной городской агломерации Большая Коимбра. По старому административному делению входил в провинцию Бейра-Литорал. Входит в экономико-статистический  субрегион Пиньял-Интериор-Норте, который входит в Центральный регион. Население составляет 997 человек на 2001 год. Занимает площадь 20,93 км².
Покровителем района считается Апостол Пётр (порт. S. Pedro).